# Pararondibilis eluta
Pararondibilis eluta là một loài bọ cánh cứng trong họ Cerambycidae.